# Mulan (häradshuvudort i Kina, Heilongjiang Sheng, lat 45,95, long 128,04)

Mulan (kinesiska: 木兰, 木兰县) är en häradshuvudort i Kina. Den ligger i provinsen Heilongjiang, i den nordöstra delen av landet, omkring 110 kilometer öster om provinshuvudstaden Harbin. Antalet invånare är 277 685. Befolkningen består av 135 470 kvinnor och 142 215 män. Barn under 15 år utgör 12,0 %, vuxna 15-64 år 80 %, och äldre över 65 år 6,0 %.
Runt Mulan är det ganska tätbefolkat, med 144 invånare per kvadratkilometer. Mulan är det största samhället i trakten. Trakten runt Mulan består till största delen av jordbruksmark.
Genomsnittlig årsnederbörd är 873 millimeter. Den regnigaste månaden är juli, med i genomsnitt 183 mm nederbörd, och den torraste är januari, med 9 mm nederbörd.